# Liste de films tournés dans le département des Vosges
Un certain nombre d'œuvres cinématographiques et télévisuelles ont été tournées dans le département des Vosges.
Voici une liste à compléter de films, téléfilms, feuilletons télévisés, films documentaires, etc. tournés dans le département des Vosges, classés par commune, lieu de tournage et date de diffusion.
Vosges Terre de Tournage est une action soutenue par le Conseil Départemental des Vosges. 

## A
- Haut – A
- B
- C
- D
- E
- F
- G
- H
- I
- J
- K
- L
- M
- N
- O
- P
- Q
- R
- S
- T
- U
- V
- W
- X
- Y
- Z

- Anglemont
  - 1981 : Le Mécréant, téléfilm de Jean L'Hôte

## B
- Haut – A
- B
- C
- D
- E
- F
- G
- H
- I
- J
- K
- L
- M
- N
- O
- P
- Q
- R
- S
- T
- U
- V
- W
- X
- Y
- Z

- Bains-les-Bains
  - 2006 : Indigènes de Rachid Bouchareb[2]
- Ban-sur-Meurthe-Clefcy
  - 2017 et 2019 :  Zone Blanche saison 1 et 2, série de Thierry Poiraud et Julien Despaux
- Barbey-Seroux
  - 2019 : Perdrix de Erwan Le Duc[3]
- Basse-sur-le-Rupt
  - 2019 : Perdrix de Erwan Le Duc[3]
- Bois-de-Champ
  - 1965 : Les Grandes Gueules de Robert Enrico[4]
- Bussang
  - 1985 : Le Pantin immobile téléfilm de Michel Guillet[5]

## C
- Haut – A
- B
- C
- D
- E
- F
- G
- H
- I
- J
- K
- L
- M
- N
- O
- P
- Q
- R
- S
- T
- U
- V
- W
- X
- Y
- Z

- Charmes
  - 2018 : Aux animaux la guerre de Alain Tasma
- Cornimont :
  - 2017 et 2019 :  Zone Blanche saison 1 et 2, série de Thierry Poiraud et Julien Despaux

## D
- Haut – A
- B
- C
- D
- E
- F
- G
- H
- I
- J
- K
- L
- M
- N
- O
- P
- Q
- R
- S
- T
- U
- V
- W
- X
- Y
- Z

- Domrémy-la-Pucelle
  - 1957 : Sainte Jeanne de Otto Preminger[6]
  - 1973 : Un amour de pluie de Jean-Claude Brialy[7]
  - 2015 : Secrets d'Histoire, Saison 9 : Jeanne d'Arc, au nom de Dieu

## E
- Haut – A
- B
- C
- D
- E
- F
- G
- H
- I
- J
- K
- L
- M
- N
- O
- P
- Q
- R
- S
- T
- U
- V
- W
- X
- Y
- Z

- Eloyes:
  - 2017 et 2019 :  Zone Blanche saison 1 et 2, série de Thierry Poiraud et Julien Despaux

- Épinal
  - 2014 : Tout est permis de Coline Serreau[8]
  - 2018 : Aux animaux la guerre de Alain Tasma
  - 2020 : Le Torrent d'Anne Le Ny (les scènes d’intérieurs)

## F
- Haut – A
- B
- C
- D
- E
- F
- G
- H
- I
- J
- K
- L
- M
- N
- O
- P
- Q
- R
- S
- T
- U
- V
- W
- X
- Y
- Z

- Fontenoy-le-Château
  - 2006 : Indigènes de Rachid Bouchareb[2]
- Fresse-sur-Moselle
  - 1961 : La Ligne droite de Jacques Gaillard

## G
- Haut – A
- B
- C
- D
- E
- F
- G
- H
- I
- J
- K
- L
- M
- N
- O
- P
- Q
- R
- S
- T
- U
- V
- W
- X
- Y
- Z

- Gérardmer
  - 1965 : Les Grandes Gueules de Robert Enrico[4]
  - 2008 : Le Nouveau Protocole
  - 2017 et 2019 :  Zone Blanche saison 1 et 2, série de Thierry Poiraud et Julien Despaux
  - 2020 : Capitaine Marleau Saison 3, Épisode 7 : La Reine des glaces série télévisée de Josée Dayan
  - 2020 : Le Torrent d'Anne Le Ny

- Gerbamont
  - 1965 : Les Grandes Gueules de Robert Enrico[4]
  - 2017 et 2019 :  Zone Blanche saison 1 et 2, série de Thierry Poiraud et Julien Despaux (Saut du Bouchot)

- Granges-Aumontzey
  - 2017 et 2019 :  Zone Blanche saison 1 et 2, série de Thierry Poiraud et Julien Despaux

- Golbey
  - 2019 : Perdrix de Erwan Le Duc[3]

## H
- Haut – A
- B
- C
- D
- E
- F
- G
- H
- I
- J
- K
- L
- M
- N
- O
- P
- Q
- R
- S
- T
- U
- V
- W
- X
- Y
- Z

- Haut du Roc :
  - 2019 : Perdrix de Erwan Le Duc[3]

## I
- Haut – A
- B
- C
- D
- E
- F
- G
- H
- I
- J
- K
- L
- M
- N
- O
- P
- Q
- R
- S
- T
- U
- V
- W
- X
- Y
- Z

## J
- Haut – A
- B
- C
- D
- E
- F
- G
- H
- I
- J
- K
- L
- M
- N
- O
- P
- Q
- R
- S
- T
- U
- V
- W
- X
- Y
- Z

## K
- Haut – A
- B
- C
- D
- E
- F
- G
- H
- I
- J
- K
- L
- M
- N
- O
- P
- Q
- R
- S
- T
- U
- V
- W
- X
- Y
- Z

## L
- Haut – A
- B
- C
- D
- E
- F
- G
- H
- I
- J
- K
- L
- M
- N
- O
- P
- Q
- R
- S
- T
- U
- V
- W
- X
- Y
- Z

- La Bresse
  - 1965 : Les Grandes Gueules de Robert Enrico[4] (crêtes des Vosges)
  - 2019 : Perdrix d'Erwan Le Duc (Lac des Corbeaux)[3]
  - 2019 : La Bonne Épouse de Martin Provost (vallée du Chajoux, crêtes des Vosges)
  - 2020 : Le Torrent d'Anne Le Ny (tournant « Titate »)
- Le Thillot
  - 1974 : Les Étoiles ensevelies, téléfilm de Michèle Tournier[9]
- Le Valtin
  - 2020 : Le Torrent d'Anne Le Ny

## M
- Haut – A
- B
- C
- D
- E
- F
- G
- H
- I
- J
- K
- L
- M
- N
- O
- P
- Q
- R
- S
- T
- U
- V
- W
- X
- Y
- Z

- Moussey
  - 2017 et 2019 : Zone Blanche saison 1 et 2, série de Thierry Poiraud et Julien Despaux (scierie Lemaire)

## N
- Haut – A
- B
- C
- D
- E
- F
- G
- H
- I
- J
- K
- L
- M
- N
- O
- P
- Q
- R
- S
- T
- U
- V
- W
- X
- Y
- Z

- Nossoncourt
  - 1981 : Le Mécréant, téléfilm de Jean L'Hôte

## O
- Haut – A
- B
- C
- D
- E
- F
- G
- H
- I
- J
- K
- L
- M
- N
- O
- P
- Q
- R
- S
- T
- U
- V
- W
- X
- Y
- Z

## P
- Haut – A
- B
- C
- D
- E
- F
- G
- H
- I
- J
- K
- L
- M
- N
- O
- P
- Q
- R
- S
- T
- U
- V
- W
- X
- Y
- Z

- Plainfaing
  - 2017 et 2019 :  Zone Blanche saison 1 et 2, série de Thierry Poiraud et Julien Despaux
  - 2011 : La Fin du silence, de Roland Edzard

- Plombières-les-Bains
  - 2019 : Perdrix de Erwan Le Duc[10]

## Q
- Haut – A
- B
- C
- D
- E
- F
- G
- H
- I
- J
- K
- L
- M
- N
- O
- P
- Q
- R
- S
- T
- U
- V
- W
- X
- Y
- Z

## R
- Haut – A
- B
- C
- D
- E
- F
- G
- H
- I
- J
- K
- L
- M
- N
- O
- P
- Q
- R
- S
- T
- U
- V
- W
- X
- Y
- Z

- Rochesson
  - 1965 : Les Grandes Gueules de Robert Enrico[4]

## S
- Haut – A
- B
- C
- D
- E
- F
- G
- H
- I
- J
- K
- L
- M
- N
- O
- P
- Q
- R
- S
- T
- U
- V
- W
- X
- Y
- Z

- Saint-Dié-des-Vosges :
  - 1965 : Les Grandes Gueules de Robert Enrico[4]

- Saint-Maurice
  - 1985 : Le Pantin immobile, téléfilm de Michel Guillet[5]

- Sapois
  - 1965 : Les Grandes Gueules de Robert Enrico[4]
  - 2017 et 2019 : Zone Blanche saison 1 et 2, série de Thierry Poiraud et Julien Despaux (Saut du Bouchot)

- Saulxures-sur-Moselotte
  - 2017 et 2019 : Zone Blanche saison 1 et 2, série de Thierry Poiraud et Julien Despaux
  - 2019 : Perdrix de Erwan Le Duc[3]

## T
- Haut – A
- B
- C
- D
- E
- F
- G
- H
- I
- J
- K
- L
- M
- N
- O
- P
- Q
- R
- S
- T
- U
- V
- W
- X
- Y
- Z

## U
- Haut – A
- B
- C
- D
- E
- F
- G
- H
- I
- J
- K
- L
- M
- N
- O
- P
- Q
- R
- S
- T
- U
- V
- W
- X
- Y
- Z

- Uxegney
  - 2017 : Nos patriotes[11].

## V
- Haut – A
- B
- C
- D
- E
- F
- G
- H
- I
- J
- K
- L
- M
- N
- O
- P
- Q
- R
- S
- T
- U
- V
- W
- X
- Y
- Z

- Vagney :
  - 1965 : Les Grandes Gueules de Robert Enrico[4]

- Vittel :
  - 1936 : La Dame de Vittel de Roger Goupillières
  - 1973 : Un amour de pluie de Jean-Claude Brialy[7]
  - 1982 : Josepha de Christopher Frank[12]

## W
- Haut – A
- B
- C
- D
- E
- F
- G
- H
- I
- J
- K
- L
- M
- N
- O
- P
- Q
- R
- S
- T
- U
- V
- W
- X
- Y
- Z

## X
- Haut – A
- B
- C
- D
- E
- F
- G
- H
- I
- J
- K
- L
- M
- N
- O
- P
- Q
- R
- S
- T
- U
- V
- W
- X
- Y
- Z

## Y
- Haut – A
- B
- C
- D
- E
- F
- G
- H
- I
- J
- K
- L
- M
- N
- O
- P
- Q
- R
- S
- T
- U
- V
- W
- X
- Y
- Z

## Z
- Haut – A
- B
- C
- D
- E
- F
- G
- H
- I
- J
- K
- L
- M
- N
- O
- P
- Q
- R
- S
- T
- U
- V
- W
- X
- Y
- Z